# 권용운
권용운(權用運, 權容雲, 본명 : 이성장 1966년 5월 3일~)은 대한민국의 배우이다.
대학 재학 중이던 1985년 연극배우로 첫 데뷔를 하였고 이듬해 1986년 이장호 감독의 《외인구단》에 캐스팅되어 영화배우 데뷔를 했다.

## 출연작

### 영화
- 1986년 《이장호의 외인구단》 ... 하국상 역
- 1987년 《학창보고서》
- 1987년 《나그네는 길에서도 쉬지 않는다》
- 1990년 《영심이》 ... 깡패 역
- 1991년 《푸른 옷소매》 ... 박 병장 역
- 1991년 《이맹구의 봉숭아 학당》
- 1991년 《뜨거운 바다》
- 1992년 《이맹구의 천방지축 학당》
- 1992년 《오서방 서울 나들이》
- 1993년 《투캅스》 ... 꼴통 역
- 1993년 《18만 2천원짜리 맹구》 ... 장돌맹 역
- 1995년 《코믹 흥부와 놀부》
- 1994년 《마누라 죽이기》 ... 탈영병 역
- 1995년 《누가 나를 미치게 하는가》
- 1996년 《투캅스 2》 ... 꼴통 역
- 1996년 《채널 식스 나인》 ... 문 형사 역
- 1996년 《박봉곤 가출 사건》 ... 눈물 역
- 1996년 《그들만의 세상》 ... 해파리 역
- 1997년 《똑바로 살아라》 ... 검찰청 형사 역
- 1997년 《홀리데이 인 서울》 ... 벨보이 2 역
- 1997년 《박대박》 ... 강간범 역
- 1997년 《마지막 방위》 ... 황구충 역
- 1997년 《스카이 닥터》 ... 삼식 역
- 1997년 《백수스토리》 ... 상혁 역
- 1998년 《투캅스 3》 ... 꼴통 역
- 1999년 《인정사정 볼 것 없다》 ... 빨래방 주인 역
- 2000년 《진실게임》 ... 민 형사 역
- 2000년 《아티스트》
- 2001년 《조폭 마누라》 ... 결혼 사회자 역
- 2002년 《패밀리》
- 2002년 《뚫어야 산다》 ... 안복 역
- 2004년 《나두야 간다》 ... 슈퍼 주인 역
- 2010년 《주유소 습격 사건 2》 ... 나레이터 매니저 역
- 2015년 《쓰리 썸머 나잇》 ... 과거 담임 역
- 2021년 《여타짜》 ... 돼지이모 역

### 드라마
- 1996년: KBS 드라마 《신고합니다》 - 권석두 상병 역
- 1996년: KBS 드라마 《겨울의 향기》
- 1997년: SBS 일일시트콤 《OK목장》
- 1997년: MBC 드라마 《영웅반란》 - 홍성대 역
- 1998년: MBC 수목드라마 《대왕의 길》 - 문성국 역
- 1999년: SBS 드라마스페셜 《퀸》
- 1999년: KBS 주말연속극 《사랑하세요?》
- 2000년: MBC 수요시트콤 《깁스가족》
- 2000년: KBS 메디컬 서스펜스 드라마 《RNA》 - 떼보 역
- 2000년: SBS 청춘시트콤 《골뱅이》
- 2001년: KBS 전원드라마 《대추나무 사랑걸렸네》- 길만길 역
- 2001년: SBS 아침드라마 《외출》
- 2002년: SBS 대하드라마 《야인시대》 - 마포 용식이 역
- 2002년: MBC 단막극 《MBC 베스트극장 - 모자사기단 운수 좋은 날》 - 중달 역
- 2003년: KBS 어린이드라마 《매직키드 마수리》
- 2003년: MBC 월화미니시리즈 《다모》 - 노각출
- 2004년: KBS 어린이드라마 《울라불라 블루짱》 - 우주인 역
- 2004년: 충주 MBC드라마 《파란 하늘 빨간 우체통》
- 2005년: SBS 퓨전사극 드라마 《서동요》 - 두일 역
- 2006년: 투니버스 《에일리언 샘》 - 김용식 역
- 2006년: MBC 창사45주년 특별기획 드라마 《주몽》 - 무송 역
- 2007년: MBC 수목미니시리즈 《뉴하트》 - 조폭 환자(상도동 쌕쌕이) 역 (특별출연)
- 2008년: OBS 시트콤 《오포졸》- 포교 역
- 2010년: KBS 수목드라마 《제빵왕 김탁구》 - 신성현 역
- 2010년: KBS 전원드라마 《산너머 남촌에는》 - 영곤의 사촌 김상곤역
- 2011년: MBC 드라마 《계백》 - 천돌 역
- 2012년: JTBC 드라마 《신드롬》 - 백만식의 아들 역
- 2014년: SBS 플러스 드라마 《여자만화 구두》 - 팀장 역
- 2015년: tvN 드라마 《초인시대》 - 유병재 아버지 역
- 2020년: tvN 토일드라마 《철인왕후》

### CF
- 1996년: 오리온 썬칩 오리온 SK텔레콤 011
- 1997년: SK텔레콤 011전속,옥시레킷벤키저,오리온,LS산전,롯데리아,농심,청하
- 1998년: SK텔레콤 011,한국노바티스(제약),불스원샷,인터넷쇼핑몰 등
- 2000년: 오뚜기 뿌셔뿌셔

### 연극
- 《봄봄》

### 교양
- 1996년: KBS1 《TV는 사랑을 싣고》

### 뮤직 비디오
- 1997년: 유승준 - 나나나